# Capparis chrysomela
Capparis chrysomela är en kaprisväxtart som beskrevs av Boj. Capparis chrysomela ingår i släktet Capparis och familjen kaprisväxter.

## Underarter
Arten delas in i följande underarter:
- C. c. meridionalis
- C. c. occidentalis
- C. c. richardii